# Südstraße 80 und 82 (Heilbronn)

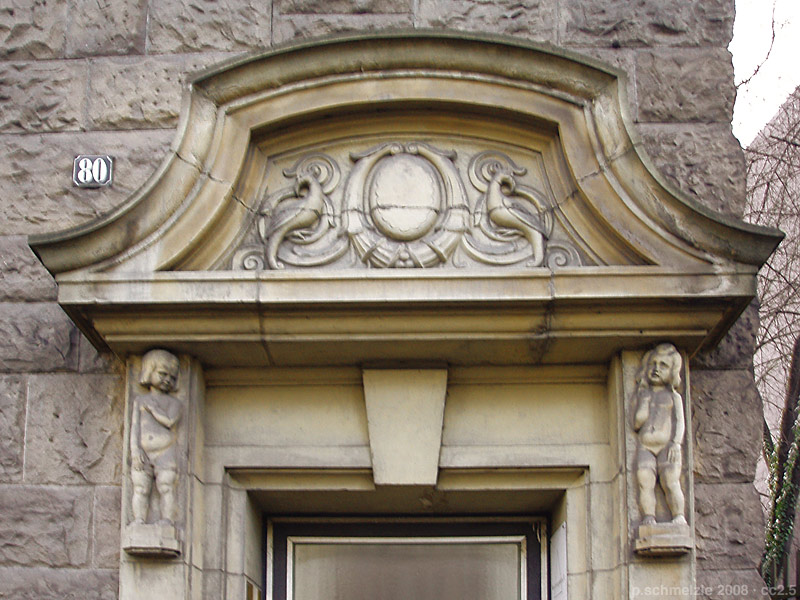
Neobarocke Portalgewände Südstraße 80

Das Doppelhaus Südstraße 80 und 82 ist ein ehemaliges Arbeiterwohnhaus.
Das Haus wurde in den Jahren 1910/11 für den Malermeister W. Krail nach Plänen der Architekten Emil Beutinger und Adolf Steiner gebaut. Es enthielt damals kleine Dreizimmerwohnungen ohne Bad. Kunsthandwerkliche Akzente, etwa neobarocke Portalgewände mit figürlicher Bauplastik und Giebelreliefs, werteten das Mietshaus an der Südstraße auf. Die Fensterläden weisen eine Felderung im Jugendstil auf.

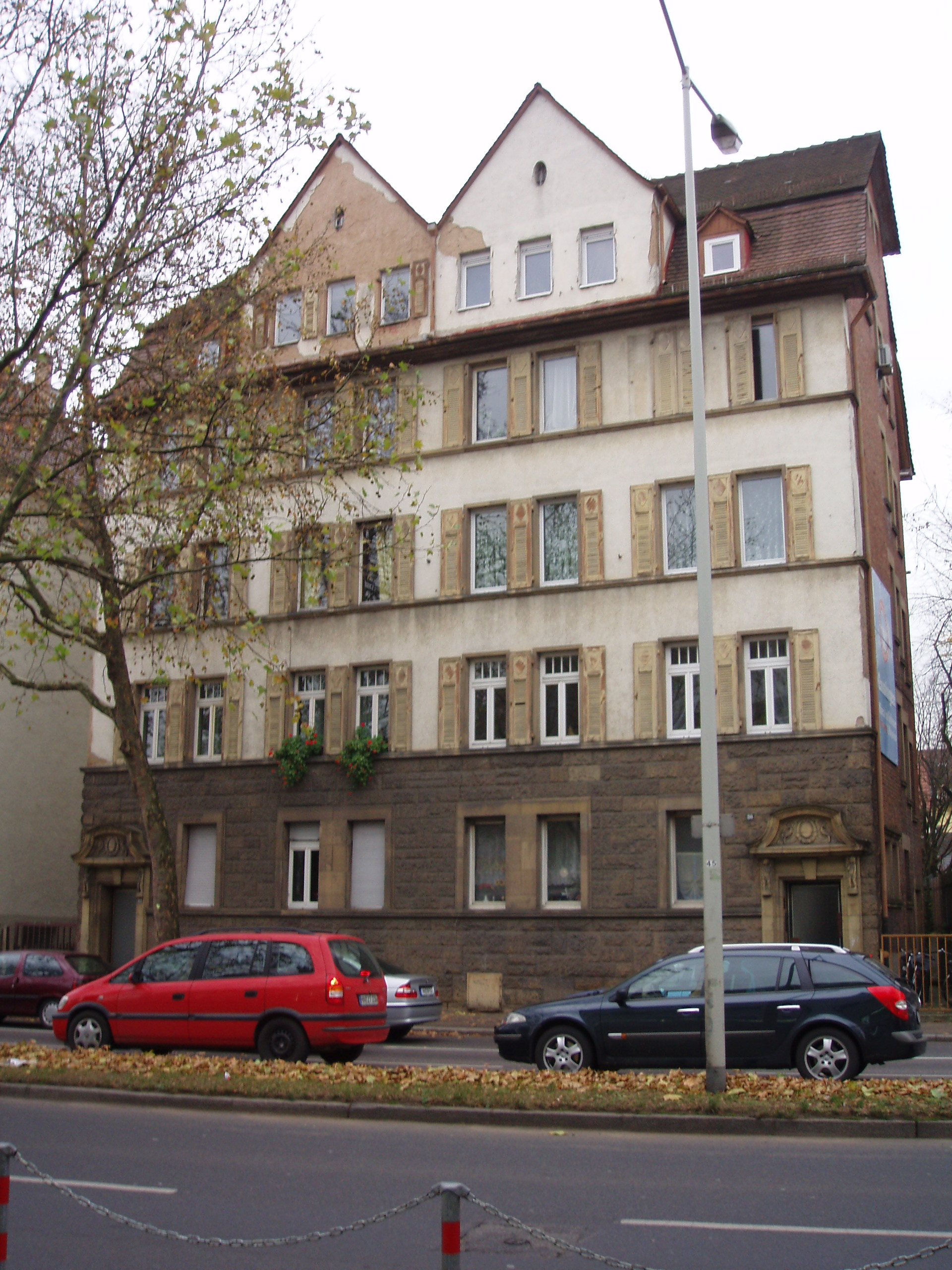
Gesamtansicht des Gebäudes
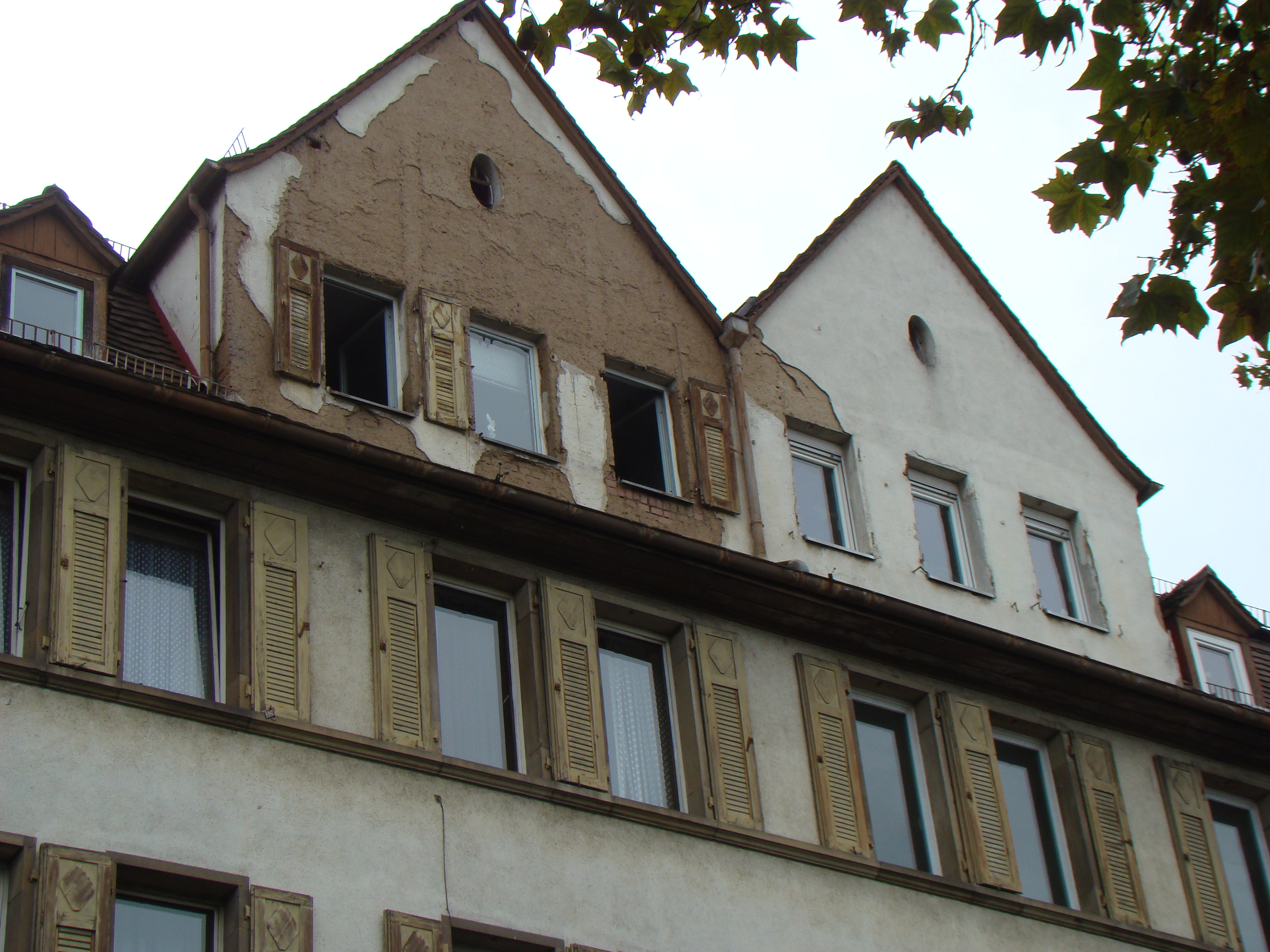
Abgeplatzter Putz an den Gauben